# Minamiaizu, Fukushima
Minamiaizu (南会津町 Minamiaizu-machi) là thị trấn thuộc huyện Minamiaizu, tỉnh Fukushima, Nhật Bản. Tính đến ngày 1 tháng 10 năm 2020, dân số ước tính thị trấn là 14.451 người và mật độ dân số là 16 người/km2. Tổng diện tích thị trấn là 886,5 km2.

## Địa lý

### Đô thị lân cận
- Fukushima
  - Shimogō
  - Hinoemata
  - Tadami
  - Shōwa
- Tochigi
  - Nasushiobara
  - Nikkō

### Khí hậu
| Dữ liệu khí hậu của Tajima, Minamiaizu  | Dữ liệu khí hậu của Tajima, Minamiaizu | Dữ liệu khí hậu của Tajima, Minamiaizu | Dữ liệu khí hậu của Tajima, Minamiaizu | Dữ liệu khí hậu của Tajima, Minamiaizu | Dữ liệu khí hậu của Tajima, Minamiaizu | Dữ liệu khí hậu của Tajima, Minamiaizu | Dữ liệu khí hậu của Tajima, Minamiaizu | Dữ liệu khí hậu của Tajima, Minamiaizu | Dữ liệu khí hậu của Tajima, Minamiaizu | Dữ liệu khí hậu của Tajima, Minamiaizu | Dữ liệu khí hậu của Tajima, Minamiaizu | Dữ liệu khí hậu của Tajima, Minamiaizu | Dữ liệu khí hậu của Tajima, Minamiaizu |
| Tháng                                   | 1                                      | 2                                      | 3                                      | 4                                      | 5                                      | 6                                      | 7                                      | 8                                      | 9                                      | 10                                     | 11                                     | 12                                     | Năm                                    |
| --------------------------------------- | -------------------------------------- | -------------------------------------- | -------------------------------------- | -------------------------------------- | -------------------------------------- | -------------------------------------- | -------------------------------------- | -------------------------------------- | -------------------------------------- | -------------------------------------- | -------------------------------------- | -------------------------------------- | -------------------------------------- |
| Cao kỉ lục °C (°F)                      | 13.5 (56.3)                            | 16.2 (61.2)                            | 21.4 (70.5)                            | 28.7 (83.7)                            | 31.4 (88.5)                            | 33.4 (92.1)                            | 35.0 (95.0)                            | 34.6 (94.3)                            | 32.4 (90.3)                            | 27.7 (81.9)                            | 24.0 (75.2)                            | 18.4 (65.1)                            | 35.0 (95.0)                            |
| Trung bình ngày tối đa °C (°F)          | 1.9 (35.4)                             | 3.0 (37.4)                             | 7.1 (44.8)                             | 14.5 (58.1)                            | 20.7 (69.3)                            | 23.8 (74.8)                            | 27.2 (81.0)                            | 28.4 (83.1)                            | 23.8 (74.8)                            | 17.6 (63.7)                            | 11.5 (52.7)                            | 4.9 (40.8)                             | 15.4 (59.7)                            |
| Trung bình ngày °C (°F)                 | −2.4 (27.7)                            | −2.0 (28.4)                            | 1.3 (34.3)                             | 7.6 (45.7)                             | 13.6 (56.5)                            | 17.7 (63.9)                            | 21.5 (70.7)                            | 22.3 (72.1)                            | 18.1 (64.6)                            | 11.7 (53.1)                            | 5.4 (41.7)                             | 0.2 (32.4)                             | 9.6 (49.3)                             |
| Tối thiểu trung bình ngày °C (°F)       | −6.8 (19.8)                            | −6.9 (19.6)                            | −3.7 (25.3)                            | 1.2 (34.2)                             | 6.8 (44.2)                             | 12.5 (54.5)                            | 17.2 (63.0)                            | 17.9 (64.2)                            | 13.8 (56.8)                            | 7.0 (44.6)                             | 0.6 (33.1)                             | −3.8 (25.2)                            | 4.7 (40.4)                             |
| Thấp kỉ lục °C (°F)                     | −19.7 (−3.5)                           | −19.4 (−2.9)                           | −19.7 (−3.5)                           | −8.6 (16.5)                            | −2.3 (27.9)                            | 2.4 (36.3)                             | 7.9 (46.2)                             | 9.2 (48.6)                             | 2.0 (35.6)                             | −3.8 (25.2)                            | −10.4 (13.3)                           | −19.2 (−2.6)                           | −19.7 (−3.5)                           |
| Lượng Giáng thủy trung bình mm (inches) | 94.4 (3.72)                            | 63.6 (2.50)                            | 67.0 (2.64)                            | 64.0 (2.52)                            | 80.8 (3.18)                            | 116.2 (4.57)                           | 206.8 (8.14)                           | 174.3 (6.86)                           | 165.9 (6.53)                           | 128.1 (5.04)                           | 62.6 (2.46)                            | 94.5 (3.72)                            | 1.318,1 (51.89)                        |
| Lượng tuyết rơi trung bình cm (inches)  | 187 (74)                               | 153 (60)                               | 96 (38)                                | 10 (3.9)                               | 0 (0)                                  | 0 (0)                                  | 0 (0)                                  | 0 (0)                                  | 0 (0)                                  | 0 (0)                                  | 6 (2.4)                                | 110 (43)                               | 562 (221)                              |
| Số ngày mưa trung bình (≥ 1.0 mm)       | 16.1                                   | 13.0                                   | 12.7                                   | 10.1                                   | 10.1                                   | 12.2                                   | 15.5                                   | 12.8                                   | 11.8                                   | 10.5                                   | 11.5                                   | 14.6                                   | 150.9                                  |
| Số ngày tuyết rơi trung bình (≥ 3 cm)   | 17.3                                   | 15.5                                   | 11.4                                   | 1.0                                    | 0                                      | 0                                      | 0                                      | 0                                      | 0                                      | 0                                      | 0.6                                    | 8.9                                    | 54.7                                   |
| Số giờ nắng trung bình tháng            | 59.5                                   | 77.0                                   | 124.8                                  | 160.1                                  | 184.1                                  | 140.7                                  | 135.1                                  | 160.3                                  | 117.4                                  | 109.3                                  | 94.5                                   | 68.4                                   | 1.431,1                                |
| Nguồn 1: Cục Khí tượng Nhật Bản         |                                        |                                        |                                        |                                        |                                        |                                        |                                        |                                        |                                        |                                        |                                        |                                        |                                        |
| Nguồn 2: Cục Khí tượng Nhật Bản         |                                        |                                        |                                        |                                        |                                        |                                        |                                        |                                        |                                        |                                        |                                        |                                        |                                        |

| Dữ liệu khí hậu của Nangō, Minamiaizu   | Dữ liệu khí hậu của Nangō, Minamiaizu | Dữ liệu khí hậu của Nangō, Minamiaizu | Dữ liệu khí hậu của Nangō, Minamiaizu | Dữ liệu khí hậu của Nangō, Minamiaizu | Dữ liệu khí hậu của Nangō, Minamiaizu | Dữ liệu khí hậu của Nangō, Minamiaizu | Dữ liệu khí hậu của Nangō, Minamiaizu | Dữ liệu khí hậu của Nangō, Minamiaizu | Dữ liệu khí hậu của Nangō, Minamiaizu | Dữ liệu khí hậu của Nangō, Minamiaizu | Dữ liệu khí hậu của Nangō, Minamiaizu | Dữ liệu khí hậu của Nangō, Minamiaizu | Dữ liệu khí hậu của Nangō, Minamiaizu |
| Tháng                                   | 1                                     | 2                                     | 3                                     | 4                                     | 5                                     | 6                                     | 7                                     | 8                                     | 9                                     | 10                                    | 11                                    | 12                                    | Năm                                   |
| --------------------------------------- | ------------------------------------- | ------------------------------------- | ------------------------------------- | ------------------------------------- | ------------------------------------- | ------------------------------------- | ------------------------------------- | ------------------------------------- | ------------------------------------- | ------------------------------------- | ------------------------------------- | ------------------------------------- | ------------------------------------- |
| Cao kỉ lục °C (°F)                      | 11.6 (52.9)                           | 14.1 (57.4)                           | 20.1 (68.2)                           | 28.0 (82.4)                           | 32.7 (90.9)                           | 33.1 (91.6)                           | 35.1 (95.2)                           | 36.6 (97.9)                           | 34.1 (93.4)                           | 29.7 (85.5)                           | 23.7 (74.7)                           | 19.2 (66.6)                           | 36.6 (97.9)                           |
| Trung bình ngày tối đa °C (°F)          | 1.2 (34.2)                            | 2.1 (35.8)                            | 6.0 (42.8)                            | 13.7 (56.7)                           | 20.7 (69.3)                           | 24.0 (75.2)                           | 27.3 (81.1)                           | 28.8 (83.8)                           | 24.4 (75.9)                           | 18.1 (64.6)                           | 11.4 (52.5)                           | 4.3 (39.7)                            | 15.2 (59.3)                           |
| Trung bình ngày °C (°F)                 | −2.2 (28.0)                           | −1.9 (28.6)                           | 1.1 (34.0)                            | 7.1 (44.8)                            | 13.9 (57.0)                           | 18.3 (64.9)                           | 22.0 (71.6)                           | 22.9 (73.2)                           | 18.7 (65.7)                           | 12.2 (54.0)                           | 5.7 (42.3)                            | 0.4 (32.7)                            | 9.9 (49.7)                            |
| Tối thiểu trung bình ngày °C (°F)       | −5.7 (21.7)                           | −6.1 (21.0)                           | −3.2 (26.2)                           | 1.5 (34.7)                            | 7.4 (45.3)                            | 13.3 (55.9)                           | 17.8 (64.0)                           | 18.5 (65.3)                           | 14.4 (57.9)                           | 7.7 (45.9)                            | 1.4 (34.5)                            | −2.9 (26.8)                           | 5.3 (41.6)                            |
| Thấp kỉ lục °C (°F)                     | −18.0 (−0.4)                          | −17.2 (1.0)                           | −16.5 (2.3)                           | −7.3 (18.9)                           | −1.1 (30.0)                           | 3.8 (38.8)                            | 9.3 (48.7)                            | 9.1 (48.4)                            | 3.0 (37.4)                            | −2.9 (26.8)                           | −11.2 (11.8)                          | −15.0 (5.0)                           | −18.0 (−0.4)                          |
| Lượng Giáng thủy trung bình mm (inches) | 126.8 (4.99)                          | 79.1 (3.11)                           | 76.0 (2.99)                           | 65.7 (2.59)                           | 76.6 (3.02)                           | 117.1 (4.61)                          | 225.1 (8.86)                          | 169.6 (6.68)                          | 139.4 (5.49)                          | 134.7 (5.30)                          | 119.7 (4.71)                          | 161.6 (6.36)                          | 1.492,1 (58.74)                       |
| Lượng tuyết rơi trung bình cm (inches)  | 306 (120)                             | 249 (98)                              | 175 (69)                              | 42 (17)                               | 0 (0)                                 | 0 (0)                                 | 0 (0)                                 | 0 (0)                                 | 0 (0)                                 | 0 (0)                                 | 16 (6.3)                              | 211 (83)                              | 1.010 (398)                           |
| Số ngày mưa trung bình (≥ 1.0 mm)       | 20.6                                  | 16.2                                  | 15.7                                  | 11.6                                  | 11.3                                  | 13.0                                  | 15.6                                  | 13.2                                  | 13.4                                  | 13.9                                  | 16.0                                  | 20.0                                  | 180.5                                 |
| Số ngày tuyết rơi trung bình (≥ 3 cm)   | 23.4                                  | 20.9                                  | 20.1                                  | 5.8                                   | 0                                     | 0                                     | 0                                     | 0                                     | 0                                     | 0                                     | 1.5                                   | 13.5                                  | 85.2                                  |
| Số giờ nắng trung bình tháng            | 55.1                                  | 75.1                                  | 126.8                                 | 173.4                                 | 196.2                                 | 154.3                                 | 148.0                                 | 186.8                                 | 136.6                                 | 123.1                                 | 99.1                                  | 62.5                                  | 1.540,6                               |
| Nguồn 1: Cục Khí tượng Nhật Bản         |                                       |                                       |                                       |                                       |                                       |                                       |                                       |                                       |                                       |                                       |                                       |                                       |                                       |
| Nguồn 2: Cục Khí tượng Nhật Bản         |                                       |                                       |                                       |                                       |                                       |                                       |                                       |                                       |                                       |                                       |                                       |                                       |                                       |